# Ahmed El-Giddawi
Ahmed Khalil El-Giddawi (* 1931 in Kairo; † 11. Mai 2013 ebenda) war ein ägyptischer Turner.

## Leben
Ahmed El-Giddawi nahm an den Olympischen Spielen 1948 in London und 1952 in Helsinki in allen Turndisziplinen teil. Sein bestes Resultat erzielte er 1948 mit Rang 90 im Wettkampf am Barren. Mit der ägyptischen Mannschaft gewann er bei den Mittelmeerspielen 1955 in Barcelona Bronze.